# Musiker
| Musiker |
| --- |
| Elgitarrister är vanliga som musiker inom rockmusik (här Laia Alsina under spelning med det katalanska bandet The Crab Apples). - Betydelse – skapare eller utövare av musik - Snäv betydelse – instrumentalist, utövare av instrumentalmusik |

En musiker är en person som, ofta yrkesmässigt, skapar eller utövar musik. Ofta har personen erfarenheter av någon form av musikinstrument. Ibland används benämningen musiker endast om den som via instrument producerar musik, vilket då kan utesluta sång.

## Typer av musiker
Beroende på aktivitet kan en musiker beskrivas under olika mer specialiserade yrkesbeteckningar. En instrumentalist spelar ett musikinstrument, multiinstrumentalist spelar olika typer av instrument, medan en sångare använder sin röst som instrument. Personer som skapar eller på andra sätt bidrar till musikproduktionen är kompositörer, låtskrivare och arrangörer av musik.
Ett alternativt ord till musiker är musikant. Detta har åtminstone tidigare ofta syftat på en person som spelar "enklare" musik och ofta på amatörnivå. Ordet har använts i sammansättningar som gatumusikant.

### Instrumentalist i snäv mening
Traditionellt har ordet musiker i svenska språket ofta syftat endast på personer som hanterat musikinstrument i samband med framförande av instrumentalmusik. Då har den yrkesmässiga musikerkåren också skiljts från diverse musikanter som inte verkat yrkesmässigt.
Denna benämning kan jämföras med skråsamhällets anslutningstvång till skrået för att kunna verka inom ett visst yrke. Man har inom åtminstone europeisk musiktradition då också skiljt mellan instrumentalister och sångare.

### Instrumentalist i vid mening
I en vidare och mer modern användning är musiker personer som använder någon sorts instrument – inkluderat rösten – för att framförasom musik. Då skiljs inte mellan yrkesmän eller amatörer, spelplats, musikgenre eller närvaro/frånvaro av sång i musiken. I analogi med denna vidare betydelse är också ordet musikant förlegat, och personer som producerar musik i gatumiljön benämns istället gatumusiker.
Denna vidare benämning av ordet musiker är även vanlig i andra europeiska språk som engelska (musician), franska (musicien), spanska (músico), katalanska (músic), italienska (musicista) och tyska (Musiker). En musiker som framför musik (med eller utan publik) musicerar.
En musiker i denna mening är en sorts artist. Detta ord syftar i svenska språket på en som inför publik utövar någon sorts scenkonst, vilket även kan inkludera teater, dans eller akrobatik. En artist används i svenskan ofta synonymt med scenartist; detta ska skiljas från engelskans artist som även betyder konstnär.

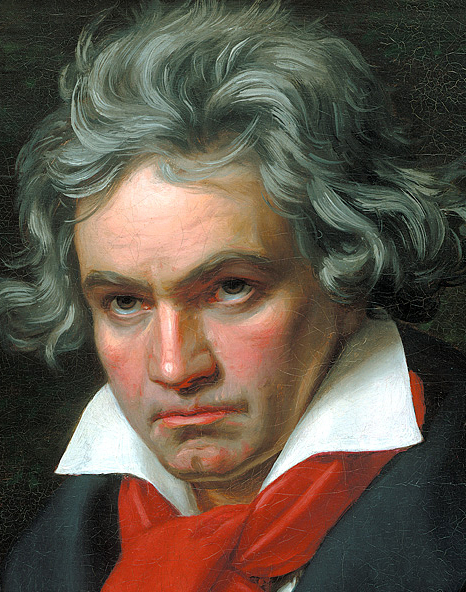
Även kompositörer (här Ludwig van Beethoven) kan ibland inräknas i begreppet musiker.

### Musiker i vid mening
Även personer som komponerar eller producerar musik kan ibland benämnas musiker. De omnämns dock i regel under deras mer specifika yrkesbenämningar, som kompositörer, låtskrivare, musikproducenter med mera.
En person som arbetar med arrangemang av musik kan då verka som en sorts musiker. Detta ska skiljas från en arrangör av ett musikevenemang, som mer fungerar som administratör eller arbetsledare.

## Etymologi
Ordet musiker finns i svensk skrift sedan 1611. Det är en avledning av ordet musik. En något äldre benämning är musikus eller musicus (i svenska sedan 1578), direkt avlett från det latinska ordet musica. Svenskans ord musik finns i svensk skrift sedan 1579, tidigast i den tyskinfluerade varianten Musich.
Användningen av ordet musiker var tidigt kopplat till framförandet av musiken, särskilt i yrkesmässiga sammanhang. Senare kom även komponerandet att ingå i musikbegreppet.